# Engagierte Literatur
Als Engagierte Literatur bezeichnet man im weitesten Sinne jede Literatur, die ein politisches, soziales, religiöses oder ideologisches Engagement erkennen lässt und dieses mit den Mitteln der Literatur vorträgt und verficht.
In der Engagierten Literatur geht  es nicht in erster Linie um ästhetische Werte oder stilistische Experimente. Sie besteht also nicht – etwa nach dem Prinzip L’art pour l’art – um ihrer selbst willen.
Der Begriff Engagierte Literatur wurde 1945 von Jean-Paul Sartre geprägt. Aufgrund der fließenden Übergänge zwischen Engagierter Literatur, Tendenzliteratur, politischer Literatur und religiöser Dichtung ist eine klare Abgrenzung der Begriffe schwierig. In Abgrenzung zur Tendenzliteratur, welche ihren Zweck in der direkten politischen oder sonstigen außerkünstlerischen Wirkung sieht, zeichnet sich die Engagierte Literatur jedoch durch einen ihr eigenen, ästhetischen Wert aus. Ihre sekundäre Wirkung trennt sie dabei vom aktiven Handeln, etwa eines Politikers.
Engagierte Literatur hat es zu allen Zeiten und bei allen Völkern gegeben. Beispiele sind zu finden bei den Jakobinern, in der Polenliteratur, in den Schriften des Jungen Deutschland, in der antifaschistischen und pazifistischen Literatur der Zeit des Nationalsozialismus, in Stellungnahmen gegen den Vietnamkrieg, im französischen Existentialismus, der Arbeiterliteratur oder der Ökolyrik ebenso wie in der Literatur der rechten politischen Gegenseite und der Konservativen.
Neben Bertolt Brecht und Anna Seghers sind als besonders erfolgreiche Vertreter literarischen Engagements in der neueren deutschsprachigen Literatur  Heinrich Böll und Elfriede Jelinek zu nennen, von denen die beiden letzteren sogar mit dem Nobelpreis für Literatur ausgezeichnet wurden.